# Câu đố Việt Nam
Câu đố là thể loại văn học dân gian phản ánh sự vật hiện tượng theo lối nói chệch. Khi sáng tạo câu đố, người ta tìm đặc trưng và chức năng của từng vật cá biệt và sau đó phản ánh thông qua sự so sánh, hình tượng hóa. 

## Phân biệt câu đố với tục ngữ, ca dao
Có sự tương đồng về hình thức ngắn gọn, cô đúc, có vần điệu nhịp nhàng.
Có sự khác biệt về chức năng và phương pháp nghệ thuật. Câu đố xây dựng hình tượng phản ánh dấu hiệu đặc trưng và chức năng của những sự vật, sự việc cụ thể với mục đích kiểm tra, truyền đạt tri thức về thế giới khách quan.
Căn cứ hình thức diễn tả, câu đố được chia hai loại: câu đố chính hiệu và câu đố vay mượn.
Căn cứ đối tượng phản ánh, câu đố được chia hai loại: loại thuộc tự nhiên, loại thuộc văn hóa.